# Voluntários da Pátria
Voluntários da Pátria é a denominação das Unidades militares criadas em 7 de janeiro de 1865, pelo Império do Brasil (1822-1889), para lutarem na Guerra do Paraguai (1864-1870); com as quais buscava-se reforçar o efetivo das forças militares do Exército Brasileiro.

## Histórico

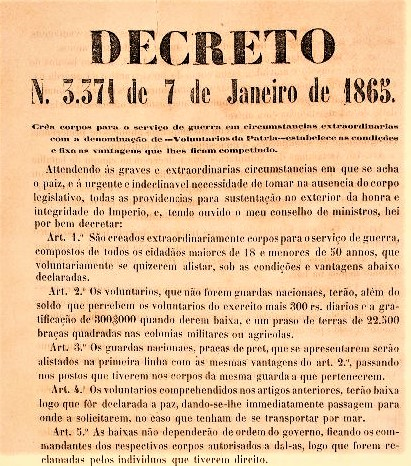
Decreto Imperial de criação dos Voluntário da Pátria de 1865

Desprovido de recursos bélicos, sem um exército suficientemente numeroso e instruído, sem condições de revidar adequadamente a ofensa recebida, o Imperador D. Pedro II expediu o Decreto nº 3.371, de 7 de Janeiro de 1865; o qual, apelando para os sentimentos do povo brasileiro, criava corpos militares para o serviço de guerra, com a denominação de "Voluntários da Pátria" (ver Gabinete Furtado).
O Imperador D. Pedro II logo partiu para a cidade de Uruguaiana, ocupada pelo exército paraguaio em 11 de setembro. Desembarcou no Rio Grande do Sul e seguiu de lá por terra. A jornada foi realizada montada a cavalo e por carretas, e à noite o imperador dormia em tenda de campanha. Em Uruguaiana apresentando-se no acampamento do exército como o primeiro voluntário da pátria, utilizando essa estratégia política para servir de exemplo tanto aos militares ali estacionados, quanto ao resto do Brasil.

### Estrutura de um Corpo Militar

#### Comandante -tenente-coronel
Estado-Maior
- 1 Fiscal (major) - subcomandante;

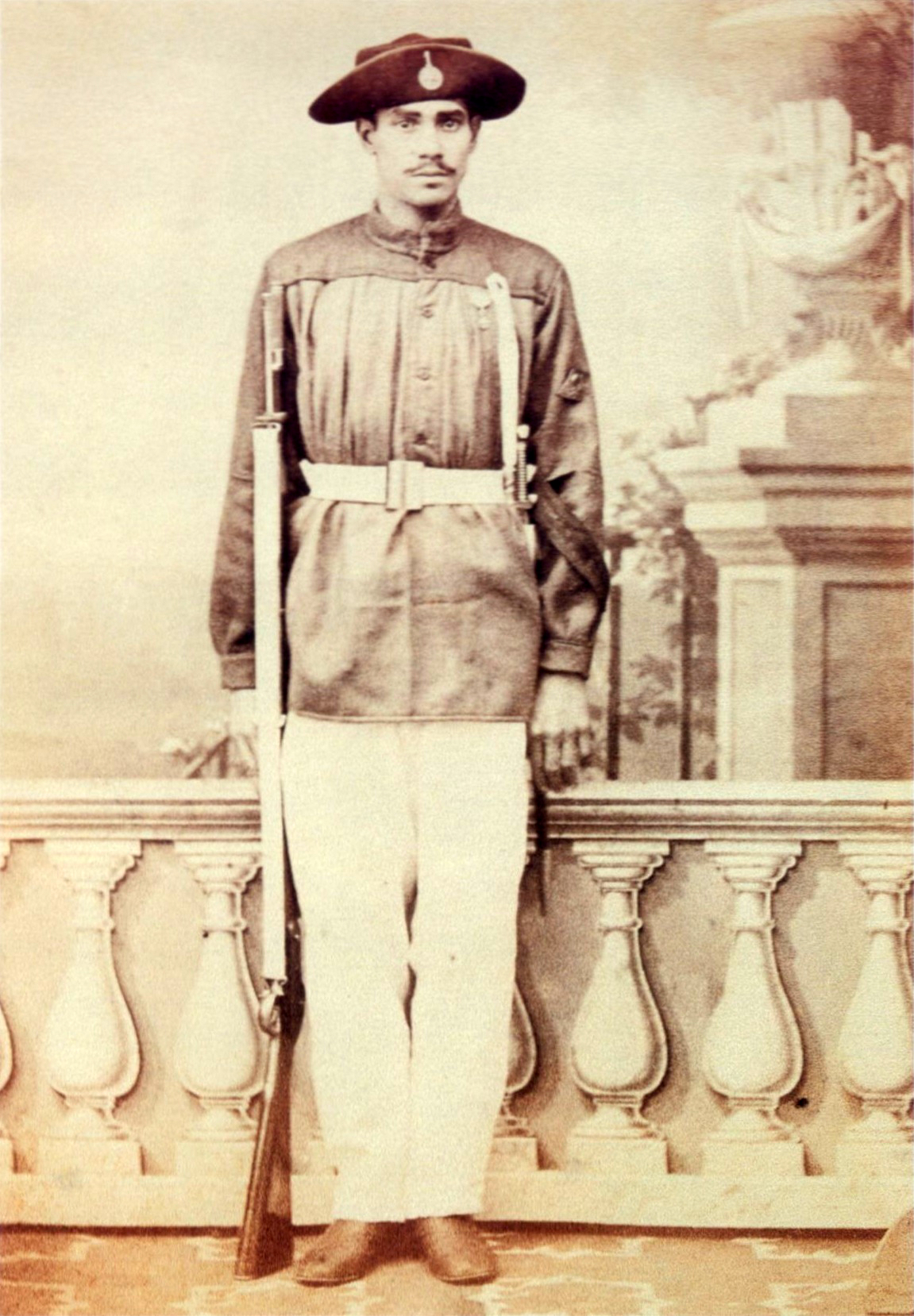
Cabo de esquadra do 1º Corpo de Voluntários da Pátria, 1865

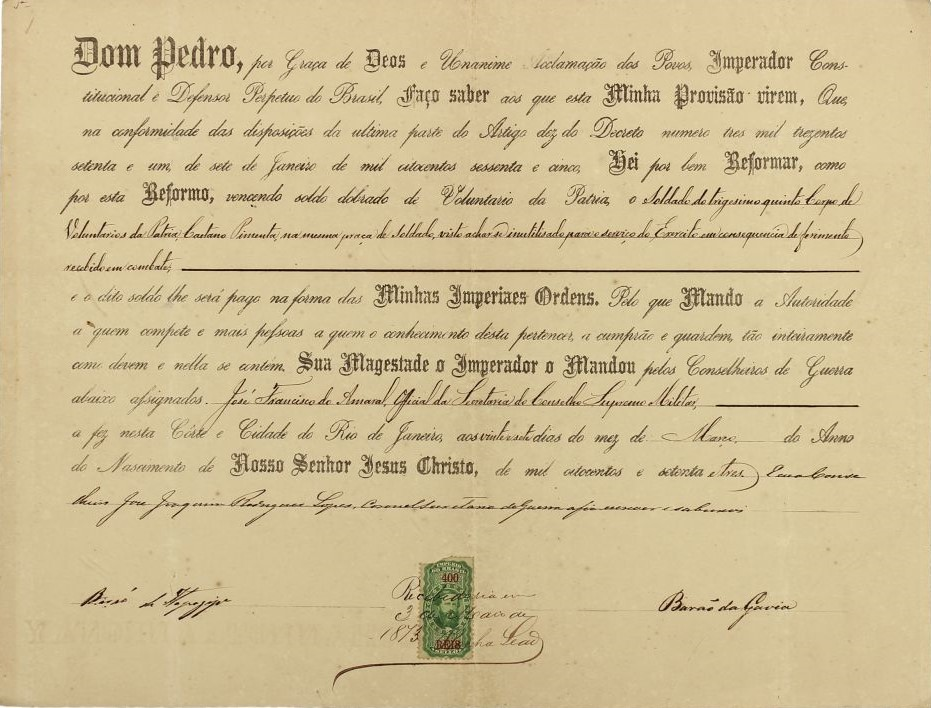
Documento, de 1873, de indenização a feridos em combate

- 1 Ajudante (capitão) - responsável pelo pessoal;
- 1 Quartel-mestre (capitão) - responsável pelo material;
- 1 Secretário (tenente) - auxiliar e escrivão.

Estado Menor
- 1 sargento ajudante - auxiliar do capitão ajudante (sargenteante);
- 1 sargento quartel-mestre - auxiliar do capitão quartel-mestrel (almoxarifado);
- 1 sargento espingardeiro - armeiro;
- 1 sargento coronheiro - carpinteiro;
- 1 sargento corneta-mor -  responsável pelos músicos;

Companhias
Oito Companhias, contendo cada uma:
- 1 capitão - comandante da companhia;
- 1 tenente - subcomandante da companhia;
- 2 alferes - comandantes dos pelotões;
- 1 1º sargento - auxiliar do comandante da companhia;
- 2 2º sargentos - auxiliares dos comandantes dos pelotões;
- 1 furriel;
- 8 cabos de esquadra;
- 8 anspeçadas;
- 2 corneteiros;
- 78 soldados.

## Recrutamento

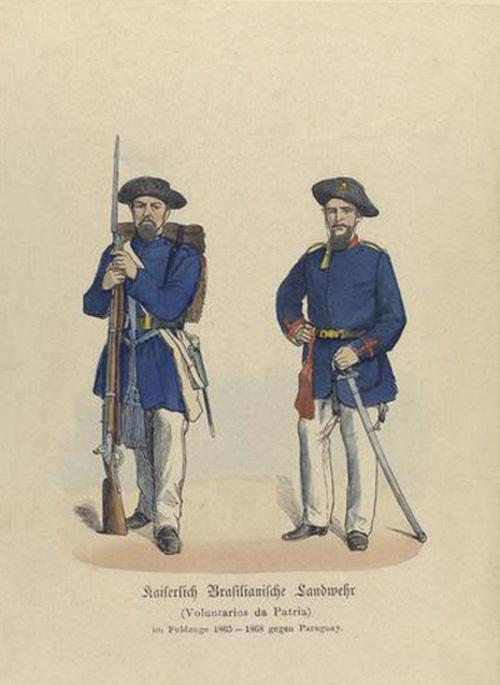
Soldados do Corpo de Voluntários da Pátria

Inicialmente formado para tomar proveito do patriotismo que tinha tomado conta do Brasil no início da guerra, reunindo os voluntários que se alistavam espontaneamente. O governo assegurava vantagens aos voluntários como prêmio de trezentos mil réis; lotes de terra com vinte e duas mil braças em colônias militares; preferência nos empregos públicos; patentes de oficiais honorários; liberdade a escravos; assistência a órfãos, viúvas e mutilados de guerra.
Com o passar do tempo e a diminuição do entusiasmo popular, o governo imperial passou a exigir dos presidentes das províncias cotas de voluntários, que deveriam recrutar. Cada Província foi solicitada prover, no mínimo, 1% da sua população. Por outro lado, havia várias formas de se escapar da convocação: os aquinhoados faziam doações de recursos, equipamentos, escravos e empregados para lutarem em seu lugar; os de menos posses alistavam seus parentes, filhos, sobrinhos ou agregados; aos despossuídos só restava a fuga para o mato. Também participaram da guerra índios de várias províncias.

### Guarda Nacional
A Guarda Nacional era uma força paramilitar organizada por lei no Brasil durante o período regencial, em agosto de 1831. Como uma instituição de caráter civil, a Guarda Nacional era subordinada aos Juízes de Paz, aos Juízes Criminais, aos presidentes de Província e ao Ministro da Justiça, sendo somente essas autoridades que podiam requisitar seus serviços. O único cenário em que os guardas nacionais passariam a fazer parte da estrutura militar de 1ª linha era no caso dos corpos destacados para a guerra, quando deveriam atuar como auxiliares do Exército.
A convocação da Guarda Nacional foi feita de acordo com os artigos 117 e 118 da Lei nº 602, de 1850, e, de início, teve boa acolhida nas províncias da Bahia, Pernambuco, Maranhão e Rio de Janeiro, onde a instituição estava bem organizada.

### Corpos de Polícia

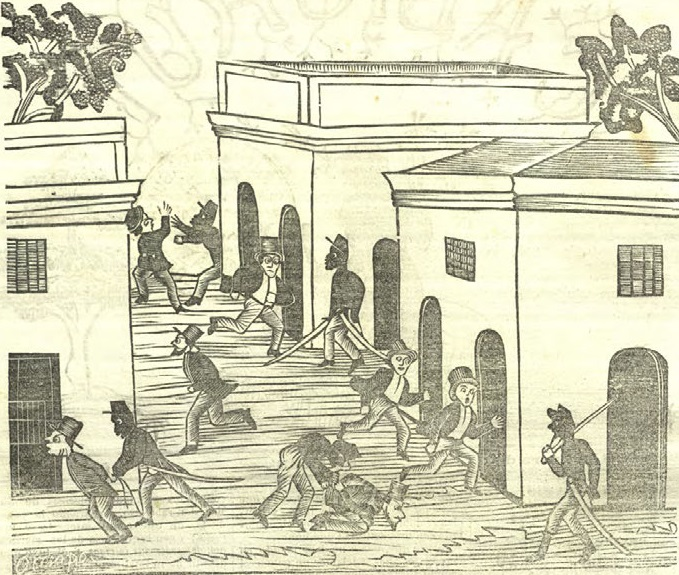
"Recrutamento" nas casas do Rio de Janeiro (Cabichuí, 23/01/1868).

Os Corpos de Polícia das Províncias, atuais polícias militares estaduais, contribuíram formando ou complementando diversos Corpos de Voluntários da Pátria. E em 1866 já existiam diversas Unidades formadas, muitas oriundas de corporações policiais.

### Recrutamento forçado
Ainda em 1865 os voluntários da pátria passaram a contar com recrutamento forçado, instituído por chefes políticos locais e a oficiais da Guarda Nacional, que forçavam o alistamento de seus opositores.[carece de fontes?]

### Escravos libertos

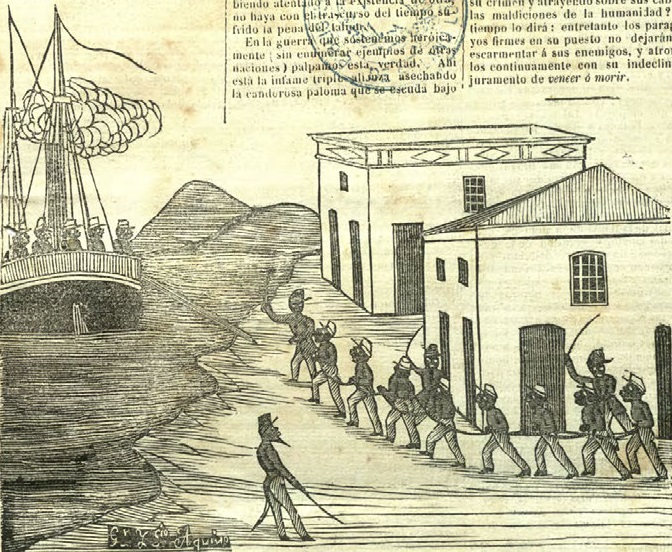
Embarque dos "Voluntários da Pátria" (Cabichuí, 02/12/1867).

O uso de escravos para lutar em nome de seus proprietários virou prática corrente. Além disso, sociedades patrióticas, conventos e o governo passaram a comprar escravos para lutarem na guerra. O império, então, passou a prometer alforria para os que se apresentassem para a guerra. Isto fez com que escravos fugissem sós ou em bandos das fazendas, e se apresentassem aos recrutadores com nomes falsos, para despistar seus senhores, mesmo com o governo fazendo vista grossa. D. Pedro II deu o exemplo, libertando todos os escravos das fazendas imperiais (como a Fazenda Imperial de Santa Cruz) para lutar na guerra.

## Unidades de Corpos de Voluntários da Pátria
A enumeração dos Corpos de Voluntários é confusa. Embora inicialmente todas as Unidades tenham recebido numeração contínua, em 20 de dezembro de 1866, Marquês de Caxias realizou uma reorganização das forças brasileiras. Como comandante-geral, ele determinou, conforme previsto no Decreto nº 782, de 19 de abril de 1852, que todos os corpos militares passariam a ter, rigorosamente, oito companhias. E para evitar que as numerações dos Corpos de Voluntários fossem confundidas com os Corpos de Infantaria do Exército (havia vinte e um corpos, enumerados de 1 ao 21), determinou que os primeiros vinte e um CVP fossem reordenados com nova numeração.
A partir dessa data, devido à necessidade de manter as Unidades com as oito companhias regulamentares, alguns corpos que haviam sido criados com determinada numeração, ao se apresentarem no teatro de operação acabaram dissolvidos e seus efetivos redistribuídos em outros corpos. Com isso, possibilitando que outras Unidades fossem formadas com a mesma designação das anteriormente dissolvidas.
| Unidade | Origem                                                                   | Observação                                                 |
| ------- | ------------------------------------------------------------------------ | ---------------------------------------------------------- |
| 1º CVP  | Formado na Corte, com efetivo de diversas Províncias.                    | Reordenado como 23º CVP.                                   |
| 2º CVP  | Formado na Corte.                                                        | Reordenado como 24º CVP.                                   |
| 3º CVP  | Província da Bahia.                                                      | Reordenado como 25º CVP.                                   |
| 4º CVP  | Formado na Corte (uma companhia do Paraná).                              | Reordenado como 27º CVP.                                   |
| 5º CVP  | Guarda Nacional do Rio de Janeiro, 1º Batalhão de Fuzileiros de Niterói. | Incorporado ao 28º CVP.                                    |
| 6º CVP  | Província do Rio de Janeiro.                                             | Reordenado como 33º CVP.                                   |
| 7º CVP  | Províncias de São Paulo e Paraná (duas companhias).                      | Incorporado ao 35º CVP, da Província do Rio Grande do Sul. |
| 8º CVP  | Províncias do Rio de Janeiro, Sergipe e Alagoas.                         | Reordenado como 37º CVP.                                   |
| 9º CVP  | Formado na Corte, com efetivo de diversas Províncias.                    | Dissolvido.                                                |
| 9º CVP  | Corpo Policial do Rio Grande do Sul                                      | Reordenado como 39º CVP.                                   |
| 10º CVP | Corpo Policial da Bahia.                                                 | Reordenado como 41º CVP.                                   |
| 11º CVP | Província de Pernambuco.                                                 | Reordenado como 42º CVP.                                   |
| 12º CVP | Corpo Policial do Rio de Janeiro.                                        | Reordenado como 44º CVP.                                   |
| 13º CVP | Corpo Policial do Pará.                                                  |                                                            |
| 14º CVP | Província de Pernambuco.                                                 |                                                            |
| 15º CVP | Guarda Nacional da Bahia.                                                | Dissolvido.                                                |
| 16º CVP | Província de Goiás.                                                      |                                                            |
| 17º CVP | Província de Minas Gerais.                                               |                                                            |
| 18º CVP | Província de Minas Gerais, Ouro Preto.                                   | Reordenado como 49º CVP.                                   |
| 19º CVP | Corpos Policiais do Ceará, Sergipe e Piauí.                              | Reordenado como 50º CVP.                                   |
| 20º CVP | Corpo Policial de Alagoas.                                               | Reordenado como 52º CVP.                                   |
| 21º CVP | Corpo Policial da Paraíba e voluntários da Província de Pernambuco.      |                                                            |

Nova enumeração determinada pelo Marquês de Caxias, através do Plano de Reorganização expedido pela Ordem do Dia nº 14, de 20 de dezembro de 1866.
| Unidade | Origem | Observação                                                        |
| ------- | --- | ----------------------------------------------------------------- |
| 22º CVP | Corpo Policial da Bahia e voluntários das Províncias de Pernambuco e do Maranhão.                                       |                                                                   |
| 23º CVP | Guarda Nacional da Bahia, 2° Batalhão de Infantaria de Salvador.                                                        |                                                                   |
| 24º CVP | Província da Bahia. | Dissolvido                                                        |
| 24º CVP | Antigo 2º CVP da Corte.                                                                                                 |                                                                   |
| 25º CVP | Guardas nacionais, policiais e voluntários de Santa Catarina e Paraná.                                                  | Dissolvido e incorporado ao 31º CVP.                              |
| 25º CVP | Antigo 3º CVP da Província da Bahia.                                                                                    |                                                                   |
| 26º CVP | Província do Ceará. |                                                                   |
| 27º CVP | Província de Minas Gerais.                                                                                              | Não foi formado.                                                  |
| 27º CVP | Antigo 4º CVP da Corte.                                                                                                 |                                                                   |
| 28º CVP | Guarda Nacional do Rio Grande do Norte.                                                                                 | Dissolvido e incorporado aos 34º CVP (Pará) e 36º CVP (Maranhão). |
| 28º CVP | Antigo 5º CVP da Província do Rio de Janeiro,                                                                           |                                                                   |
| 29º CVP | Província da Bahia. |                                                                   |
| 30º CVP | Província de Pernambuco.                                                                                                |                                                                   |
| 31º CVP | Corpo Policial da Corte, reforçado pelo 25º CVP das Províncias do Paraná e Santa Catarina.                              |                                                                   |
| 32º CVP | Formado na Corte. | Dissolvido                                                        |
| 32º CVP | Guarda Nacional da Bahia                                                                                                |                                                                   |
| 33º CVP | Província do Rio Grande do Sul.                                                                                         | Incorporado ao 30º CVP, de Pernambuco.                            |
| 33º CVP | Antigo 6º CVP da Província do Rio de Janeiro, reforçado com efetivo de diversas Províncias.                             |                                                                   |
| 34º CVP | Província do Pará. |                                                                   |
| 35º CVP | Província do Rio Grande do Sul. Reforçado com efetivo do 7º CVP, das Províncias de São Paulo e Paraná.                  |                                                                   |
| 36º CVP | Guarda Nacional do Maranhão.                                                                                            |                                                                   |
| 37º CVP | Guarda Nacional do Maranhão.                                                                                            | Incorporado ao 36º CVP.                                           |
| 38º CVP | Formado na Corte, com efetivo de diversas Províncias.                                                                   |                                                                   |
| 39º CVP | Guarda Nacional do Piauí                                                                                                | Dissolvido                                                        |
| 39º CVP | Guarda Nacional do Rio Grande do Sul, 11º e 12º de Corpo de Cavalaria                                                   |                                                                   |
| 40º CVP | Guarda Nacional da Bahia, 3° Batalhão de Infantaria de Salvador.                                                        |                                                                   |
| 41º CVP | Guarda Nacional, 24º Batalhão de Infantaria de Santo Amaro e Corpo Policial da Bahia.                                   |                                                                   |
| 42º CVP | Província de São Paulo.                                                                                                 | Incorporado ao 7º CVP.                                            |
| 43º CVP | Província da Bahia. | "Batalhão Princesa Imperial"                                      |
| 44º CVP | Província de Pernambuco.                                                                                                | Dissolvido                                                        |
| 44º CVP | Corpo Policial do Rio de Janeiro                                                                                        |                                                                   |
| 45º CVP | Província de São Paulo.                                                                                                 |                                                                   |
| 46º CVP | Guarda Nacional da Bahia e voluntários.                                                                                 |                                                                   |
| 47º CVP | Guarda Nacional da Paraíba, 25º Batalhão de Infantaria.                                                                 |                                                                   |
| 48º CVP | Guarda Nacional do Rio Grande do Sul, 3º Batalhão de Infantaria de São Borja e 4º Batalhão de Infantaria de Uruguaiana. |                                                                   |
| 49º CVP | Guarda Nacional do Rio Grande do Sul, 47º Batalhão de Infantaria Montada de Uruguaiana.                                 |                                                                   |
| 50º CVP | Província do Mato Grosso.                                                                                               |                                                                   |
| 51º CVP | Corpo Policial de Pernambuco.                                                                                           | Incorporado ao 53º CVP.                                           |
| 52º CVP | Corpo Policial de Alagoas (?).                                                                                          |                                                                   |
| 53º CVP | Guarda Nacional da Bahia, 107º Batalhão de Infantaria de Cachoeira e Corpo Policial de Pernambuco.                      |                                                                   |
| 54º CVP | Província da Bahia. |                                                                   |
| 55º CVP | Guardas Nacionais do Piauí e Rio Grande do Norte.                                                                       |                                                                   |
| 56º CVP | Província de Pernambuco.                                                                                                |                                                                   |
| 57º CVP | Província da Bahia. |                                                                   |

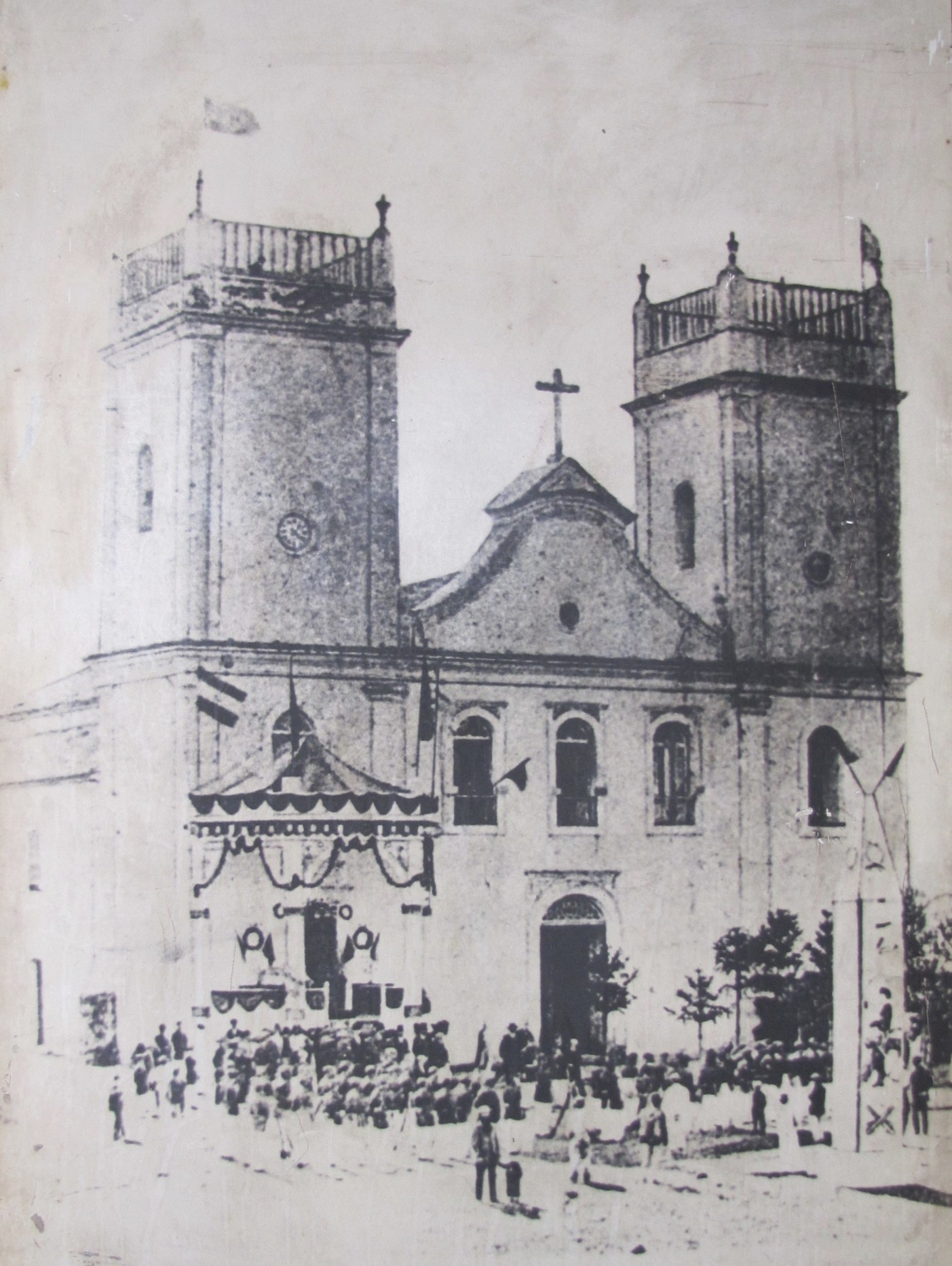
Recepção aos voluntários da pátria do Paraná, em frente à antiga Igreja Matriz de Curitiba, em abril de 1870

Existiram ainda Corpos de Voluntários que nunca receberam numeração; tais como: o 1º Batalhão de Infantaria da Corte, incorporado diretamente no Exército Imperial; dois batalhões de Infantaria Montada da Guarda Nacional do Rio Grande do Sul; e o 21º Corpo de Cavalaria da Guarda Nacional.
Vencida a guerra, iniciou o retorno dos poucos CVP que sobraram. Os primeiros formaram a brigada sob o comando do baiano Faria Rocha, abraçado com a maior efusão pelo Imperador, fez sua marcha triunfal pela Rua Primeiro de Março, antiga Rua Direita, na cidade do Rio de Janeiro.
As perdas brasileiras sofridas por mortes, ferimentos, doenças e invalidez alcançaram a 40% do efetivo. No total fizeram parte 37 928 voluntários da pátria. Da meia centena de CVPs que seguiram para a guerra, restaram quatorze.
Para os mutilados de guerra que não tinham recursos para a própria subsistência o governo fez levantar o Asilo de Inválidos da Pátria, inaugurado em 1868, na Ilha do Bom Jesus da Coluna, na baía de Guanabara. Ali permaneceram sob os cuidados do governo, sobrevivendo dos recursos angariados pela Associação Comercial do Rio de Janeiro durante a guerra, mas distantes dos olhos da população.

## Armamentos
Em 1865 o armamento padrão do Exército Imperial eram os fuzis de percussão, com canos raiados, e munição calibre 14,80mm, sistema Miniè. Porém, como não havia armamento em quantidade suficiente para todo o efetivo, foram também utilizadas armas em desuso, com canos de alma lisa (sem raiamento). O 3º Corpo de Voluntários da Pátria, de Salvador, Bahia, foi armado com fuzis adquiridos na Europa, às custas do próprio comandante, tenente-coronel João José da Costa.
Os oficiais armavam-se por conta própria, todos com espadas de aço. Os mais abastados adquiriam revólveres Lefaucheux e Colt, mas a maioria possuía somente pistolas de percussão, monotiro.

## Monumentos

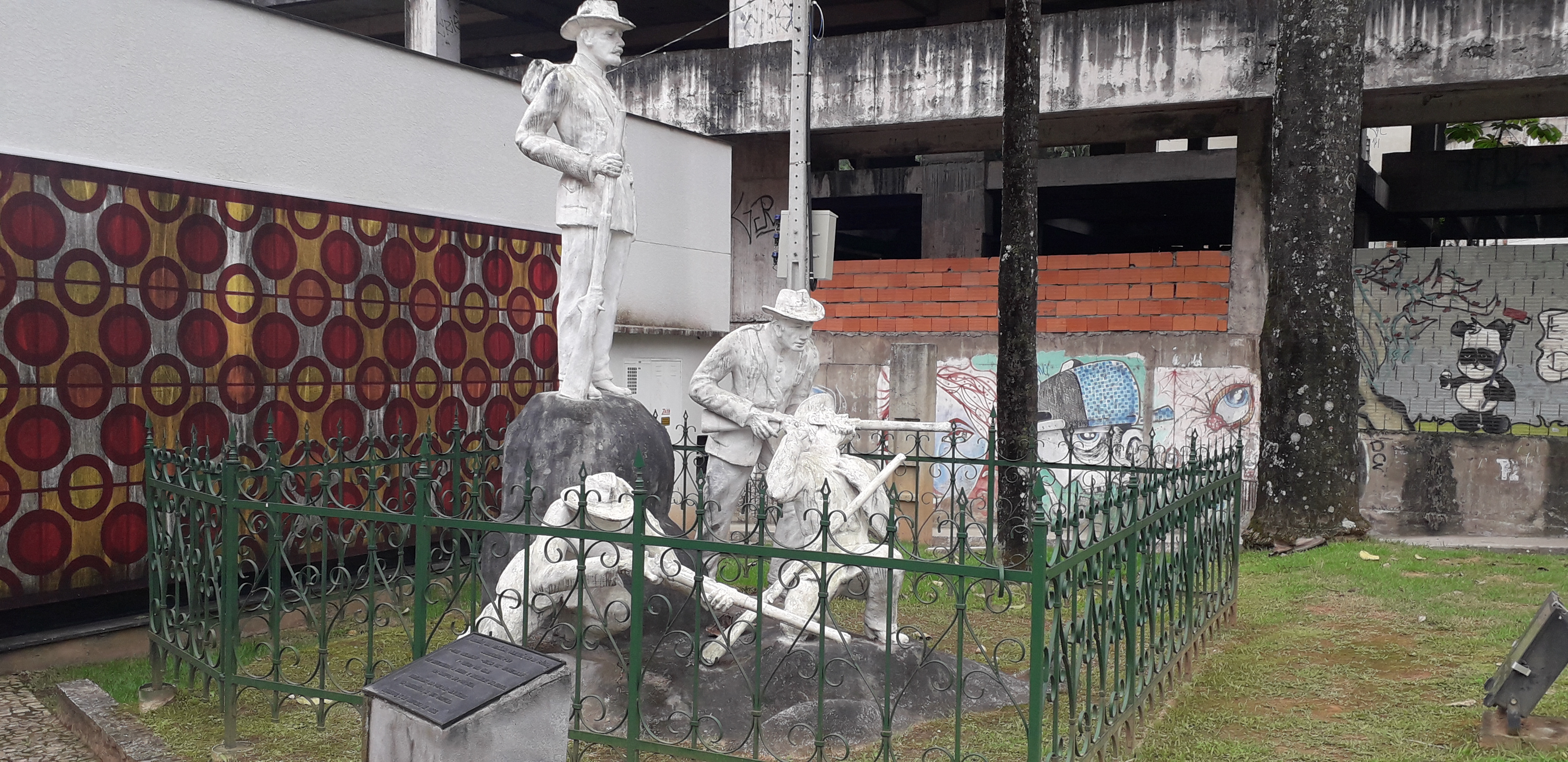
Monumento aos Voluntários da Pátria em Blumenau, Santa Catarina.

Há diversos monumentos e demais logradouros que foram nomeados em homenagem aos chamados voluntários da pátria. Entre os quais:
- Em Florianópolis: na Praça 15 de Novembro, no centro da cidade, inaugurado em 1 de janeiro de 1877.
- No Rio de Janeiro: em homenagem ao 31º Corpo de Voluntários da Pátria, o Centro de Formação e Aperfeiçoamento de Praças da PMERJ é denominado de Centro de Formação e Aperfeiçoamento de Praças 31º de Voluntários.
- No Rio de Janeiro: no bairro de Botafogo, há a Rua Voluntários da Pátria.
- Em São Paulo: no bairro de Santana há a Rua Voluntários da Pátria

Em Porto Alegre também existe uma importante rua denominada Voluntários da Pátria.